# Franz Anton Maulbertsch

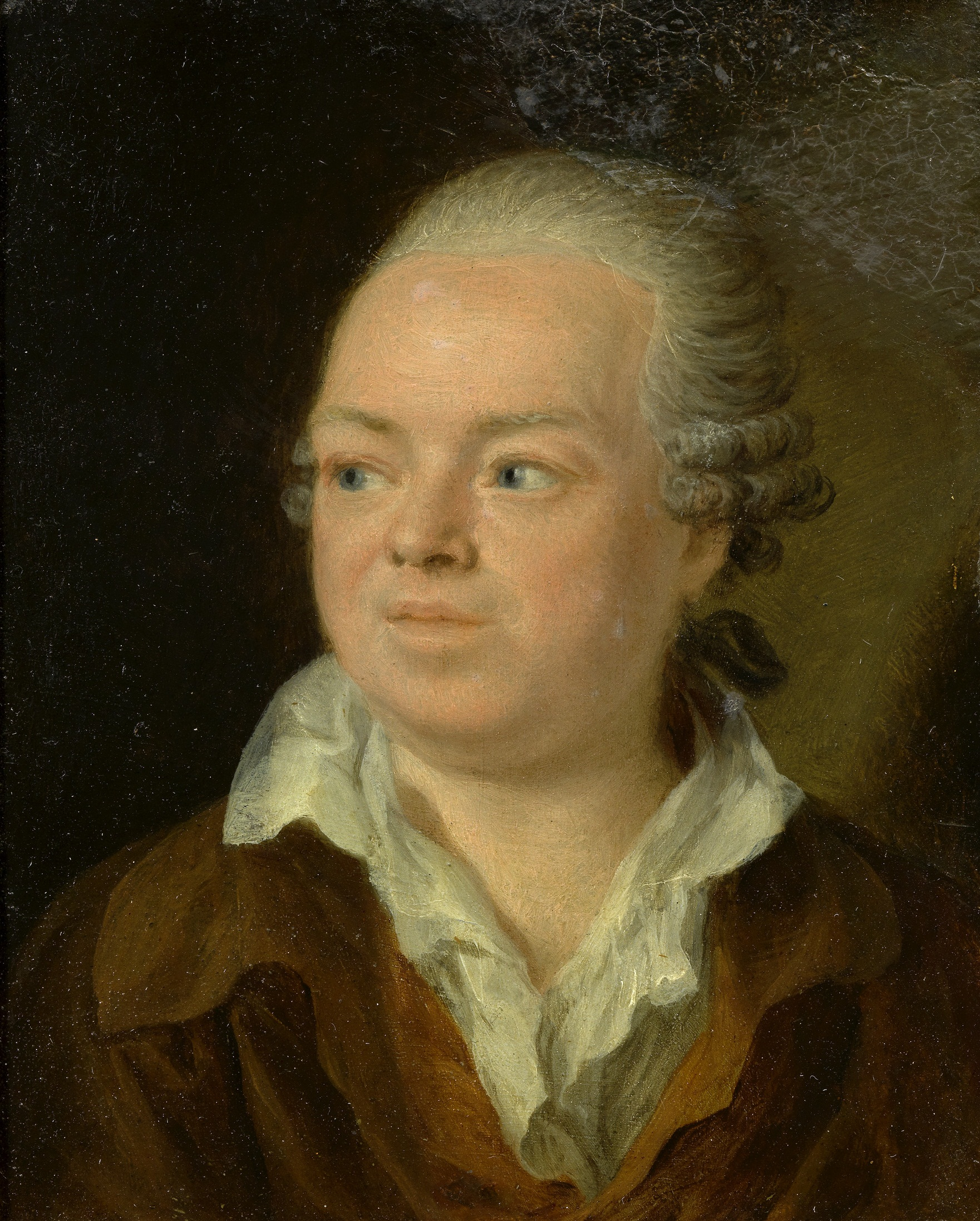
Franz Anton Maulbertsch, por Martin Johann Schmidt.

Franz Anton Maulbertsch (Langenargen, Lago de Constanza, 7 de junio de 1724-Viena, 8 de agosto de 1796) fue un pintor austriaco de la época rococó. Es la figura más destacada de esta tendencia en Viena.
Su principal influencia fue la Academia de Viena, los frescos ejecutados por Paul Troger y la escuela veneciana de Piazzetta. Fue ante todo un pintor que decoraba edificios con frescos; no obstante, también se le conocen bocetos al óleo. Combina curvas encadenadas, escorzos vertiginosos y un colorido exquisito y variado. Al final de su vida, se adaptó al predominante estilo neoclásico. Su trabajo se desarrolló en Austria, Hungría y la República Checa. Entre sus obras está la decoración de:
- La iglesia piarista de Viena (1753).
- Techo del santuario Heiligenkreuz-Guttenbrunn (1757).
- El Porta Coeli en Moravia.
- El Palacio arzobispal de Kroměříž.
- Iglesia de Bicske.
- Iglesia de Kalocsa.
- Iglesia de San Miguel de Viena (Michaelerkirche).
- Biblioteca del Monasterio de Strahov, en Praga (1794).

También pintó un retrato de san Narciso de Jerusalén. 
et la cuadro de la "Ascensión" (véase también: Iglesia de San Emmeran (Maguncia)) en 1758. 

## Galería

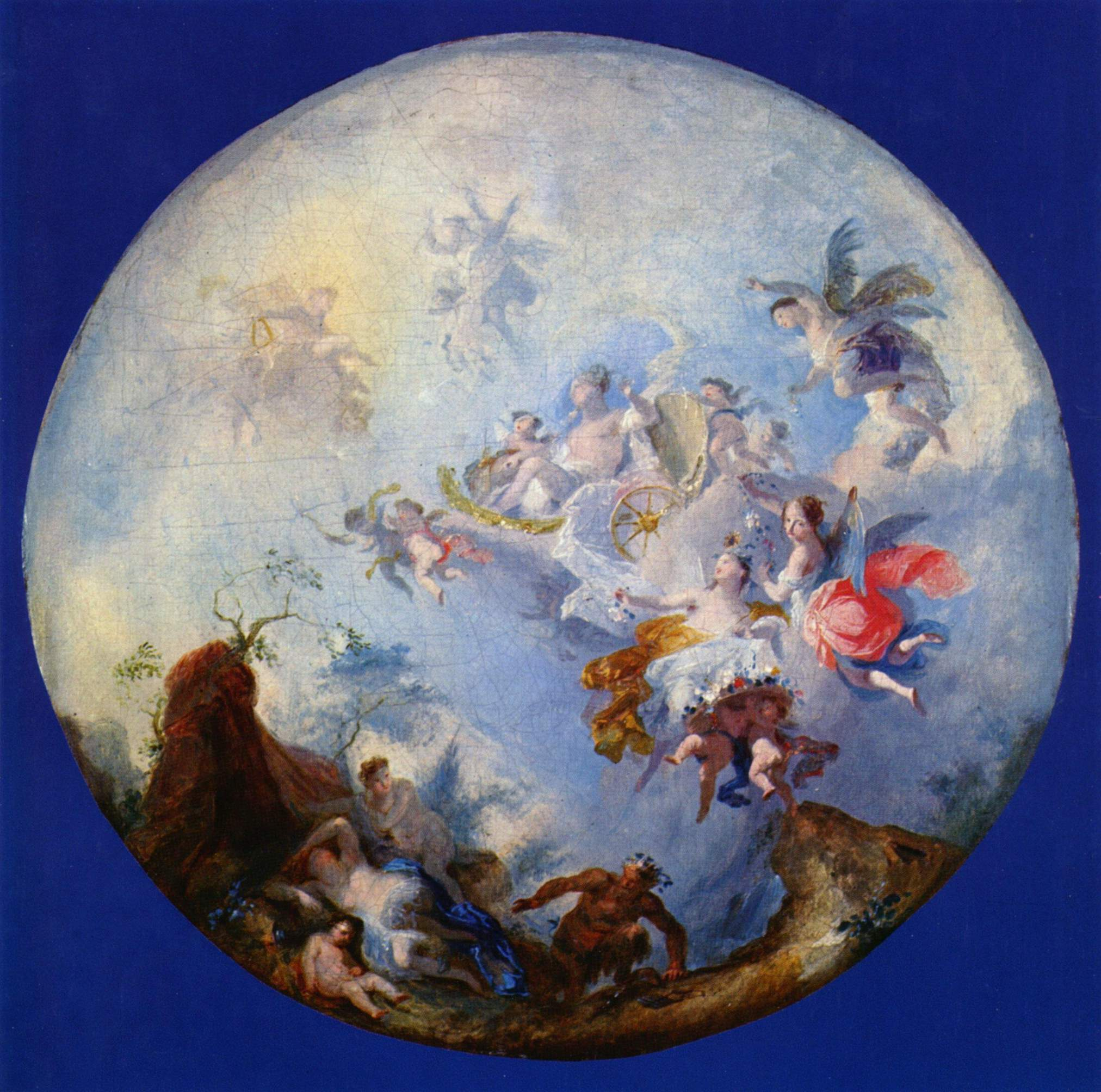
Júpiter y Antíope (h. 1780)
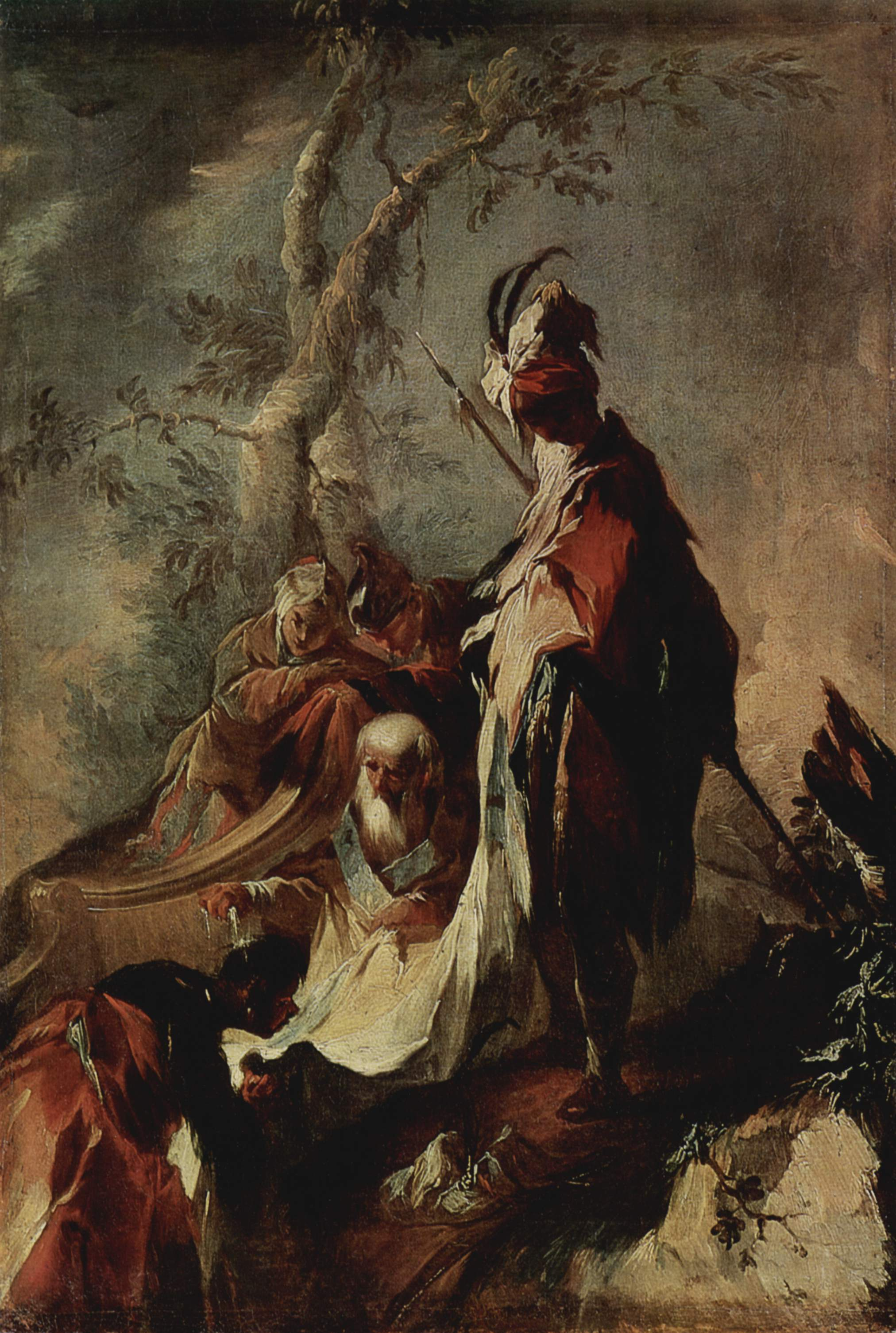
El apóstol Felipe bautizando a un eunuco
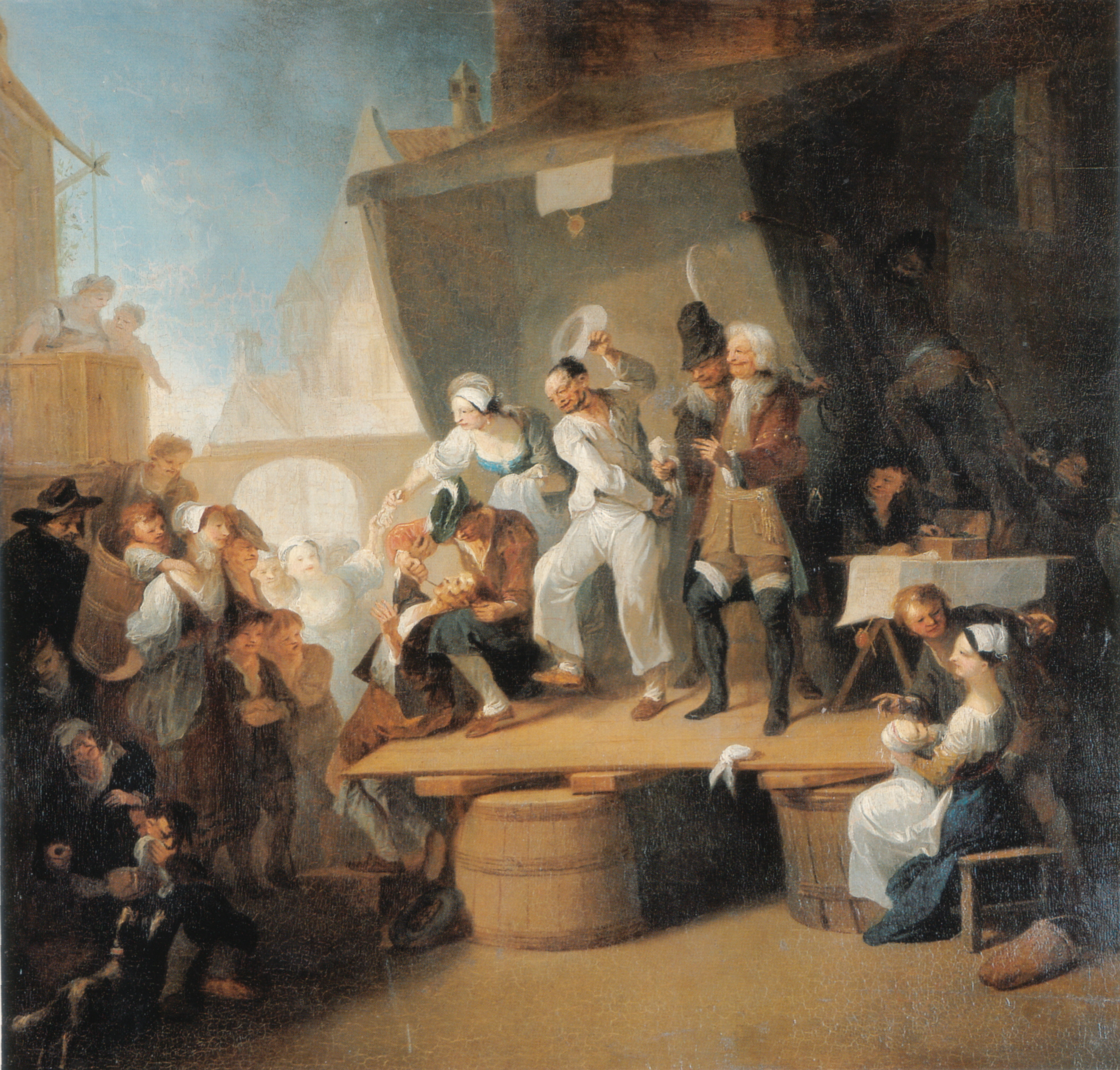
Un cirujano barbero trabajando

- Wikimedia Commons alberga una categoría multimedia sobre Franz Anton Maulbertsch.